# Wagener-stadion
Wagener-stadion je višenamjenski stadion u Amstelveenu u Nizozemskoj. Nalazi se u gradskom predjelu Amsterdamse Bos.
Koristi ga se ponajviše za susrete u športu hokeju na travi.

Kapaciteta je 9 tisuća mjesta.

## Povijest
Dao ga je sagraditi "Amsterdamsche Hockey & Bandy Club" (AHBC) u čast njihoveg predsjednika Joopa Wagenera starijeg (1881. – 1945.). 

Izgradnja je bila gotova godinu prije početka Drugog svjetskog rata u Nizozemskoj.

Tijekom '70-ih je postalo jasno da klub AHBC neće moći održavati stadion te ga je prodao nizozemskom hokejaškom savezu, pa tako od 1980., ovaj športski kompleks pripada nizozemskom hokejaškom savezu („Koninklijke Nederlandse Hockey Bond“). 

Ipak, AHBC ima pravo prvenstva nastupanja na ovom stadionu.

## Značajnija natjecanja
Od značajnijih športskih natjecanja, na ovom se stadionu održala su se iduća:
- svjetski kup u hokeju na travi 1973.
- svjetski kup u hokeju na travi za žene 1986.
- europsko prvenstvo u hokeju na travi 1983.
- Prvački trofej (muški): 1982., 1987., 2000. i 2003.
- Prvački trofej (žene): 1987., 1993., 2000., 2001., 2006.